# Ingrid Osvald
Ingrid Maria Osvald i riksdagen kallad Osvald i Brogård och Osvald i Stockholm, född den 31 december 1896 i Sankt Peders församling  i Älvsborgs län, död den 14 oktober 1987 i Vasa församling i Göteborg, var en svensk ämbetsman och folkpartistisk politiker. Syster till riksdagsledamöterna Hugo Osvald och Karin Kihlman; gift med landshövdingen Malte Jacobsson.
Efter studier i Uppsala, Danmark och USA blev hon 1934 statens inspektris för lanthushållningsskolorna och därefter byråchef i Överstyrelsen för yrkesutbildning 1947–1961. Hon var också ordförande i Svenska hemslöjdsföreningarnas riksförbund 1961–1972.
Hon var riksdagsledamot 1947–1950 i första kammaren för Stockholms och Uppsala läns valkrets och var bland annat suppleant i statsutskottet under samma tid. I riksdagen engagerade hon sig särskilt för yrkesutbildningar till exempel i hushåll och slöjd.
Ingrid Osvald är begravd på Örgryte gamla kyrkogård.